# Huanghetitan
Lo huanghetitan (gen. Huanghetitan) è un dinosauro erbivoro appartenente ai sauropodi. Visse nel Cretaceo inferiore (120-105 milioni di anni fa) e i suoi resti sono stati ritrovati in Cina. È considerato uno dei più grandi sauropodi asiatici.

## Descrizione
Di questo animale sono note due specie: la prima descritta, Huanghetitan liujiaxiaensis, è basata sui resti frammentari di due vertebre caudali, un osso sacro quasi completo, frammenti delle costole e il cinto scapolare sinistro. Scoperto nel 2004 nel bacino di Lanzhou (provincia di Gansu), questo dinosauro è stato descritto nel 2006, ed è caratterizzato da un sacro molto particolare, con una spina neurale estremamente bassa e una parte posteriore notevolmente espansa. Un dinosauro ritrovato nella stessa formazione è il grande iguanodonte Lanzhousaurus.
L'altra specie, H. ruyangensis, è stata descritta nel 2007 e proviene dalla formazione Magchuan della regione di Ruyang (provincia di Henan); questa specie è nota attraverso i resti di una colonna vertebrale parziale, di enormi dimensioni, e di alcune costole; la taglia di queste ultime (le più grandi arrivavano a 3 metri di lunghezza) indica che questo animale possedeva una delle più grandi cavità corporee fra tutti i dinosauri, e doveva essere uno dei più grandi sauropodi conosciuti. Nella stessa zona (e approssimativamente nella stessa epoca) vissero altri due sauropodi giganti, Daxiatitan e Ruyangosaurus. 

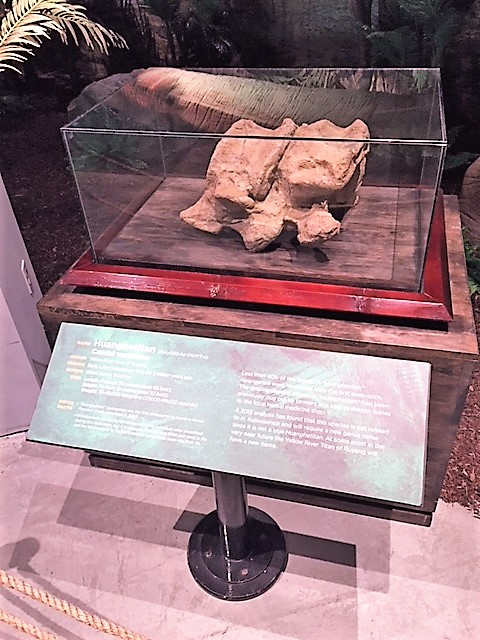
Vertebre di Huanghetitan ruyangensis

## Classificazione
Lo huanghetitan (il cui nome significa "titano del Fiume Giallo") è considerato un rappresentante primitivo dei titanosauriformi, un grande gruppo di sauropodi che comprende Brachiosaurus, Euhelopus e i veri titanosauri, particolarmente diffusi durante il Cretaceo. Nel 2007, nello studio in cui veniva descritta la specie H. ruyangensis, è stato proposto di assegnare a Huanghetitan una famiglia a sé stante, gli Huanghetitanidae. Questa famiglia comprenderebbe sauropodi relativamente primitivi rispetto ad altre forme del Cretaceo, e si collocherebbe vicino all'origine dei titanosauri, tra Euhelopus e Andesaurus.